# Xã Waverly, Quận Lackawanna, Pennsylvania
Xã Waverly (tiếng Anh: Waverly Township; trước đây Xã Abington) là một xã thuộc quận Lackawanna, tiểu bang Pennsylvania, Hoa Kỳ. Năm 2010, dân số của xã này là 1.743 người.